# 韋森堡戰役
韋森堡戰役（德語：Schlacht bei Wesenberg）是指在1268年2月18日，俄羅斯北部數個共和國和公國軍隊在今愛沙尼亞拉克韋雷附近爆發的戰鬥。其中一方是丹屬愛沙尼亞立窩尼亞騎士團（條頓騎士團分支）和當地愛沙尼亞民兵的聯合部隊，另一方則是勝利者德米特里領導的諾夫哥羅德共和國－普斯科夫共和國軍隊。不過對於這場戰鬥，雙方都有各自不同的描述，且均聲稱自己取得勝利。1269年6月，隨著諾夫哥羅德共和國－普斯科夫共和國聯軍撤出丹屬愛沙尼亞，立窩尼亞騎士團對伊茲博斯克和普斯科夫發動報復性攻擊:78–79。